# FA Cup 1936/37

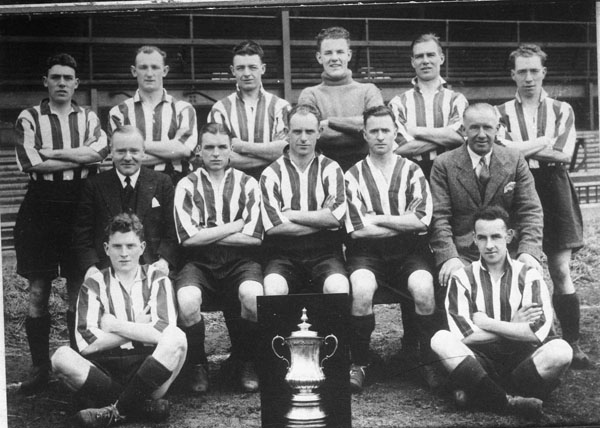
Die Mannschaft des AFC Sunderland nach dem Gewinn des FA Cups (1937).

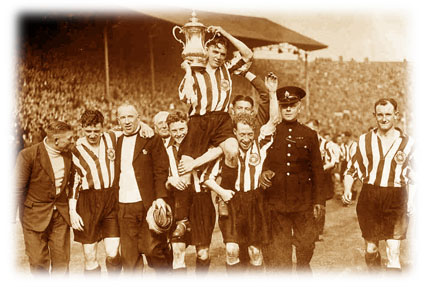
Spieler des AFC Sunderland nach dem Gewinn des FA Cups (1937).

Der FA Cup 1936/37 war die 62. Austragung des The Football Association Challenge Cup (meist als FA Cup bekannt).
Der Pokalwettbewerb startete mit der Qualifikation zwischen dem 5. September 1936 und dem 18. November 1936. Die Hauptrunde begann anschließend ab dem 28. November 1936 und endete mit dem Finale in Wembley in London am 1. Mai 1937 vor einer Kulisse von offiziell 93.495 Zuschauern. Sieger des Wettbewerbs wurde zum ersten Mal der AFC Sunderland. Unterlegener Finalist war Preston North End.

## Wettbewerb

### Erste Hauptrunde
| Datum             |                         | Ergebnis |                         |
| ----------------- | ----------------------- | -------- | ----------------------- |
| 28. November 1936 | Accrington Stanley      | 3:1      | AFC Wellington          |
| 28. November 1936 | AFC Bournemouth         | 5:1      | Harwich & Parkeston     |
| 28. November 1936 | FC Aldershot            | 1:6      | FC Millwall             |
| 28. November 1936 | AFC Barrow              | 0:4      | Mansfield Town          |
| 28. November 1936 | Bath City               | 1:2      | Tunbridge Wells Rangers |
| 28. November 1936 | Blyth Spartans          | 0:2      | AFC Wrexham             |
| 28. November 1936 | Boston United           | 1:1      | Spennymoor United       |
| 28. November 1936 | Burton Town             | 5:1      | Wigan Athletic          |
| 28. November 1936 | Cardiff City            | 3:1      | FC Southall             |
| 28. November 1936 | Carlisle United         | 2:1      | Stockport County        |
| 28. November 1936 | Clapton Orient          | 2:1      | Torquay United          |
| 28. November 1936 | Corinthian FC           | 0:2      | Bristol Rovers          |
| 28. November 1936 | Crewe Alexandra         | 5:1      | AFC Rochdale            |
| 28. November 1936 | Crystal Palace          | 1:1      | Southend United         |
| 28. November 1936 | FC Dartford             | 3:0      | Peterborough United     |
| 28. November 1936 | Exeter City             | 3:0      | FC Folkestone           |
| 28. November 1936 | Halifax Town            | 1:2      | FC Darlington           |
| 28. November 1936 | Frickley Colliery       | 0:2      | FC Southport            |
| 28. November 1936 | AFC Gateshead           | 2:0      | Notts County            |
| 28. November 1936 | FC Ilford               | 2:4      | FC Reading              |
| 28. November 1936 | Ipswich Town            | 2:1      | FC Watford              |
| 28. November 1936 | Lincoln City            | 1:1      | AFC New Brighton        |
| 28. November 1936 | AFC Newport County      | 3:0      | Bristol City            |
| 28. November 1936 | Oldham Athletic         | 1:0      | Tranmere Rovers         |
| 28. November 1936 | Queens Park Rangers     | 5:1      | Brighton & Hove Albion  |
| 28. November 1936 | Rotherham United        | 4:4      | Hartlepools United      |
| 28. November 1936 | Ryde Sports             | 1:5      | FC Gillingham           |
| 28. November 1936 | AFC Shildon             | 4:2      | Stalybridge Celtic      |
| 28. November 1936 | FC South Liverpool      | 1:0      | FC Morecambe            |
| 28. November 1936 | Swindon Town            | 6:0      | Dulwich Hamlet          |
| 28. November 1936 | FC Walsall              | 3:0      | Scunthorpe United       |
| 28. November 1936 | Walthamstow Avenue      | 6:1      | Northampton Town        |
| 28. November 1936 | Yeovil & Petters United | 4:3      | FC Worthing             |
| 28. November 1936 | York City               | 5:2      | Hull City               |

#### Wiederholungsspiele
| Datum            |                    | Ergebnis |                  |
| ---------------- | ------------------ | -------- | ---------------- |
| 2. Dezember 1936 | Hartlepools United | 2:0      | Rotherham United |
| 2. Dezember 1936 | AFC New Brighton   | 2:3      | Lincoln City     |
| 2. Dezember 1936 | Southend United    | 2:0      | Crystal Palace   |
| 2. Dezember 1936 | Spennymoor United  | 2:0      | Boston United    |

### Zweite Hauptrunde
| Datum             |                    | Ergebnis |                         |
| ----------------- | ------------------ | -------- | ----------------------- |
| 12. Dezember 1936 | Accrington Stanley | 1:0      | Tunbridge Wells Rangers |
| 12. Dezember 1936 | Bristol Rovers     | 2:1      | FC Southport            |
| 12. Dezember 1936 | Burton Town        | 1:2      | FC Darlington           |
| 12. Dezember 1936 | Cardiff City       | 2:1      | Swindon Town            |
| 12. Dezember 1936 | Carlisle United    | 4:1      | Clapton Orient          |
| 12. Dezember 1936 | Crewe Alexandra    | 1:1      | Hartlepools United      |
| 12. Dezember 1936 | Ipswich Town       | 1:2      | Spennymoor United       |
| 12. Dezember 1936 | Lincoln City       | 2:3      | Oldham Athletic         |
| 12. Dezember 1936 | Mansfield Town     | 0:3      | AFC Bournemouth         |
| 12. Dezember 1936 | FC Millwall        | 7:0      | AFC Gateshead           |
| 12. Dezember 1936 | FC Reading         | 7:2      | AFC Newport County      |
| 12. Dezember 1936 | AFC Shildon        | 0:3      | FC Dartford             |
| 12. Dezember 1936 | FC South Liverpool | 0:1      | Queens Park Rangers     |
| 12. Dezember 1936 | Southend United    | 3:3      | York City               |
| 12. Dezember 1936 | FC Walsall         | 1:1      | Yeovil & Petters United |
| 12. Dezember 1936 | AFC Wrexham        | 2:0      | FC Gillingham           |
| 17. Dezember 1936 | Walthamstow Avenue | 2:3      | Exeter City             |

#### Wiederholungsspiele
| Datum             |                         | Ergebnis |                 |
| ----------------- | ----------------------- | -------- | --------------- |
| 16. Dezember 1936 | Hartlepools United      | 1:2      | Crewe Alexandra |
| 16. Dezember 1936 | Yeovil & Petters United | 0:1      | FC Walsall      |
| 16. Dezember 1936 | York City               | 2:1      | Southend United |

### Dritte Hauptrunde
Folgende Klubs traten erst zur dritten Hauptrunde in den Wettbewerb ein:
- Erstligisten der Football League (22): FC Arsenal, FC Birmingham, Bolton Wanderers, FC Brentford, Charlton Athletic, FC Chelsea, Derby County, FC Everton, Grimsby Town, Huddersfield Town, Leeds United, FC Liverpool, Manchester City, Manchester United, FC Middlesbrough, FC Portsmouth, Preston North End, Sheffield Wednesday, Stoke City, FC Sunderland, West Bromwich Albion & Wolverhampton Wanderers.
- Zweitligisten der Football League (22): Aston Villa, FC Barnsley, Blackburn Rovers, FC Blackpool, Bradford City, Bradford Park Avenue, FC Burnley, FC Bury, Doncaster Rovers, FC Fulham, Leicester City, Newcastle United, Norwich City, Nottingham Forest, Plymouth Argyle, Sheffield United, FC Southampton, Swansea Town, Tottenham Hotspur & West Ham United.
- Drittligisten der Football League (3): FC Chester, Luton Town & Port Vale.

| Datum           |                         | Ergebnis |                     |
| --------------- | ----------------------- | -------- | ------------------- |
| 16. Januar 1937 | Aston Villa             | 2:3      | FC Burnley          |
| 16. Januar 1937 | Blackburn Rovers        | 2:2      | Accrington Stanley  |
| 16. Januar 1937 | Bradford City           | 2:2      | York City           |
| 16. Januar 1937 | Bradford Park Avenue    | 0:4      | Derby County        |
| 16. Januar 1937 | FC Brentford            | 5:0      | Huddersfield Town   |
| 16. Januar 1937 | Bristol Rovers          | 2:5      | Leicester City      |
| 16. Januar 1937 | FC Bury                 | 1:0      | Queens Park Rangers |
| 16. Januar 1937 | Cardiff City            | 1:3      | Grimsby Town        |
| 16. Januar 1937 | FC Chelsea              | 4:0      | Leeds United        |
| 16. Januar 1937 | FC Chester              | 4:0      | Doncaster Rovers    |
| 16. Januar 1937 | FC Chesterfield         | 1:5      | FC Arsenal          |
| 16. Januar 1937 | Coventry City           | 2:0      | Charlton Athletic   |
| 16. Januar 1937 | Crewe Alexandra         | 0:2      | Plymouth Argyle     |
| 16. Januar 1937 | FC Dartford             | 0:1      | FC Darlington       |
| 16. Januar 1937 | FC Everton              | 5:0      | AFC Bournemouth     |
| 16. Januar 1937 | Exeter City             | 3:0      | Oldham Athletic     |
| 16. Januar 1937 | Luton Town              | 3:3      | FC Blackpool        |
| 16. Januar 1937 | Manchester United       | 1:0      | FC Reading          |
| 16. Januar 1937 | FC Millwall             | 2:0      | FC Fulham           |
| 16. Januar 1937 | Norwich City            | 3:0      | FC Liverpool        |
| 16. Januar 1937 | Nottingham Forest       | 2:4      | Sheffield United    |
| 16. Januar 1937 | FC Portsmouth           | 0:5      | Tottenham Hotspur   |
| 16. Januar 1937 | Preston North End       | 2:0      | Newcastle United    |
| 16. Januar 1937 | Sheffield Wednesday     | 2:0      | Port Vale           |
| 16. Januar 1937 | FC Southampton          | 2:3      | AFC Sunderland      |
| 16. Januar 1937 | Stoke City              | 4:1      | FC Birmingham       |
| 16. Januar 1937 | Swansea Town            | 1:0      | Carlisle United     |
| 16. Januar 1937 | FC Walsall              | 3:1      | FC Barnsley         |
| 16. Januar 1937 | West Bromwich Albion    | 7:1      | Spennymoor United   |
| 16. Januar 1937 | West Ham United         | 0:0      | Bolton Wanderers    |
| 16. Januar 1937 | Wolverhampton Wanderers | 6:1      | FC Middlesbrough    |
| 16. Januar 1937 | AFC Wrexham             | 1:3      | Manchester City     |

#### Wiederholungsspiele
| Datum           |                    | Ergebnis |                  |
| --------------- | ------------------ | -------- | ---------------- |
| 20. Januar 1937 | Accrington Stanley | 3:1      | Blackburn Rovers |
| 20. Januar 1937 | FC Blackpool       | 1:2      | Luton Town       |
| 20. Januar 1937 | Bolton Wanderers   | 1:0      | West Ham United  |
| 20. Januar 1937 | York City          | 1:0      | Bradford City    |

### Vierte Hauptrunde
| Datum           |                         | Ergebnis |                     |
| --------------- | ----------------------- | -------- | ------------------- |
| 30. Januar 1937 | FC Arsenal              | 5:0      | Manchester United   |
| 30. Januar 1937 | Bolton Wanderers        | 1:1      | Norwich City        |
| 30. Januar 1937 | FC Burnley              | 4:1      | FC Bury             |
| 30. Januar 1937 | Coventry City           | 2:0      | FC Chester          |
| 30. Januar 1937 | Derby County            | 3:0      | FC Brentford        |
| 30. Januar 1937 | FC Everton              | 3:0      | Sheffield Wednesday |
| 30. Januar 1937 | Exeter City             | 3:1      | Leicester City      |
| 30. Januar 1937 | Grimsby Town            | 5:1      | FC Walsall          |
| 30. Januar 1937 | Luton Town              | 2:2      | AFC Sunderland      |
| 30. Januar 1937 | Manchester City         | 2:0      | Accrington Stanley  |
| 30. Januar 1937 | FC Millwall             | 3:0      | FC Chelsea          |
| 30. Januar 1937 | Preston North End       | 5:1      | Stoke City          |
| 30. Januar 1937 | Swansea Town            | 0:0      | York City           |
| 30. Januar 1937 | Tottenham Hotspur       | 1:0      | Plymouth Argyle     |
| 30. Januar 1937 | West Bromwich Albion    | 3:2      | FC Darlington       |
| 30. Januar 1937 | Wolverhampton Wanderers | 2:2      | Sheffield United    |

#### Wiederholungsspiele
| Datum           |                  | Ergebnis |                         |
| --------------- | ---------------- | -------- | ----------------------- |
| 3. Februar 1937 | AFC Sunderland   | 3:1      | Luton Town              |
| 3. Februar 1937 | York City        | 1:3      | Swansea Town            |
| 4. Februar 1937 | Norwich City     | 1:2      | Bolton Wanderers        |
| 4. Februar 1937 | Sheffield United | 1:2      | Wolverhampton Wanderers |

### Fünfte Hauptrunde
| Datum            |                   | Ergebnis |                         |
| ---------------- | ----------------- | -------- | ----------------------- |
| 20. Februar 1937 | Bolton Wanderers  | 0:5      | Manchester City         |
| 20. Februar 1937 | FC Burnley        | 1:7      | FC Arsenal              |
| 20. Februar 1937 | Coventry City     | 2:3      | West Bromwich Albion    |
| 20. Februar 1937 | FC Everton        | 1:1      | Tottenham Hotspur       |
| 20. Februar 1937 | Grimsby Town      | 1:1      | Wolverhampton Wanderers |
| 20. Februar 1937 | FC Millwall       | 2:1      | Derby County            |
| 20. Februar 1937 | Preston North End | 5:3      | Exeter City             |
| 20. Februar 1937 | AFC Sunderland    | 3:0      | Swansea Town            |

#### Wiederholungsspiele
| Datum            |                         | Ergebnis |              |
| ---------------- | ----------------------- | -------- | ------------ |
| 22. Februar 1937 | Tottenham Hotspur       | 4:3      | FC Everton   |
| 24. Februar 1937 | Wolverhampton Wanderers | 6:2      | Grimsby Town |

### Sechste Hauptrunde
| Datum        |                         | Ergebnis |                   |
| ------------ | ----------------------- | -------- | ----------------- |
| 6. März 1937 | FC Millwall             | 2:0      | Manchester City   |
| 6. März 1937 | Tottenham Hotspur       | 1:3      | Preston North End |
| 6. März 1937 | West Bromwich Albion    | 3:1      | FC Arsenal        |
| 6. März 1937 | Wolverhampton Wanderers | 1:1      | AFC Sunderland    |

#### Wiederholungsspiele
| Datum         |                | Ergebnis |                         |
| ------------- | -------------- | -------- | ----------------------- |
| 10. März 1937 | AFC Sunderland | 2:2      | Wolverhampton Wanderers |
| 15. März 1937 | AFC Sunderland | 4:0      | Wolverhampton Wanderers |

### Halbfinale
Die beiden Spiele wurden am 10. April 1937 ausgetragen.
|                   | Ergebnis |                      | Ort          |
| ----------------- | -------- | -------------------- | ------------ |
| AFC Sunderland    | 1:0      | FC Millwall          | Huddersfield |
| Preston North End | 2:1      | West Bromwich Albion | London       |

### Finale
| AFC Sunderland                           | AFC Sunderland | Preston North End | Preston North End |
| ---------------------------------------- | --- | --- | ----------------- |
| AFC Sunderland                           | \| Finale \| \| Samstag, 1. Mai 1937 in London (Wembley) \| \| Ergebnis: 3:1 (0:1) \| \| Zuschauer: 93.495 \| \| Schiedsrichter: R. G. Rudd \| \| Spielbericht \|                            | \| Finale \| \| Samstag, 1. Mai 1937 in London (Wembley) \| \| Ergebnis: 3:1 (0:1) \| \| Zuschauer: 93.495 \| \| Schiedsrichter: R. G. Rudd \| \| Spielbericht \|                                   | Preston North End |
| AFC Sunderland                           | Johnny Mapson – Jimmy Gorman, Alex Hall – Charlie Thomson, Bert Johnston, Sandy McNab – Len Duns, Raich Carter, Bobby Gurney, Patrick Gallacher, Eddie Burbanks Cheftrainer: Johnny Cochrane | Mick Burns – Frank Gallimore, Andy Beattie – Bill Shankly, Billy Tremelling, Jimmy Milne – Jimmy Dougal, Joseph Beresford, Frank O’Donnell, Willie Fagan, Hugh O’Donnell Cheftrainer: Teddy Davison | Preston North End |
| AFC Sunderland                           | 1:1 Bobby Gurney (52.) 2:1 Raich Carter (73.) 3:1 Eddie Burbanks (78.) | 0:1 Frank O’Donnell (38.) | Preston North End |
| Finale                                   | | |                   |
| Samstag, 1. Mai 1937 in London (Wembley) | | |                   |
| Ergebnis: 3:1 (0:1)                      | | |                   |
| Zuschauer: 93.495                        | | |                   |
| Schiedsrichter: R. G. Rudd               | | |                   |
| Spielbericht                             | | |                   |